# Regla de Cromwell
La regla de Cromwell, nombrada así por el estadístico Dennis Lindley, establece que se debe evitar utilizar probabilidades previas con valores 0 o 1, excepto cuando se aplica a proposiciones que desde un punto de vista lógico son verdaderas o falsas. (Por ejemplo, Lindley permitiría expresar que {\displaystyle \Pr(2+2=4)=1.})
La alusión corresponde a Oliverio Cromwell, quien le escribió al sínodo de la Iglesia de Escocia el 5 de agosto de 1650 para expresar que:

Os imploro, por las tripas de Cristo, pensad que es posible que estéis equivocados.
I beseech you, in the bowels of Christ, think it possible that you may be mistaken.

Tal como lo expresa Lindley, si un bayesiano coherente le asigna una probabilidad previa de cero a la hipótesis de que la Luna es de queso, entonces aún todo un ejército de astronautas que regresaran de la Luna cargados de queso no podrían convencerlo de lo contrario. Al asignar la probabilidad previa (lo que se sabe sobre una variable en ausencia de cierta evidencia) de valor 0 (o 1), resulta entonces que al aplicar el teorema de Bayes, se concluye que la probabilidad posterior (probabilidad de la variable, dada la evidencia existente) debe ser forzosamente 0 (o 1). 
No es inconcebible que un evento tenga una probabilidad 0, pero en el mundo real prácticamente nada lo tiene. Sin embargo, muchos eventos parecen tener una probabilidad de 1, lo cual implicaría que la probabilidad de no existencia de dichos eventos sería nula.
Es necesaria la regla de Cromwell porque si no las características de multiplicación y división del cero harían que el efecto transformativo del teorema de Bayes fuera inexistente, en el cual las probabilidades previas son cero. Se puede argumentar que redefiniendo la multiplicación y división por cero podría resolverse este inconveniente, pero ello sería a costa de forzar una serie de conceptos algebraicos que tenemos por ciertos.